# Epipyropidae
Epipyropidae — родина різнокрилих молей надродини Zygaenoidea. Містить 32 види. Поширені на всіх материках. Найбільшого різноманіття сягає в Індії та Австралії. Їхні личинки є ектопаразитами фульгороїдних напівтвердокрилих.

## Роди
- Agamopsyche
- Anopyrops
- Epieurybrachys
- Epimesophantia
- Epipomponia
- Epipyrops
- Epiricania
- Heteropsyche
- Ommatissopyrops
- Palaeopsyche
- Protacraga